# Trnobřiší
Trnobřiší (Characiformes) je řád paprskoploutvých ryb, mezi českými akvaristy známější pod označením tetry nebo characidy. Trnobřiší obývají sladké vody Jižní a Střední Ameriky a Afriky. Patří mezi ně mnoho drobných rybek často chovaných v akváriích i ryby dorůstající přes metr délky. Mezi známé tetry patří například neonky nebo piraně. Řád zahrnuje 18 čeledí a 290 rodů.

## Charakteristické znaky
Většina trnobřichých má tukovou ploutvičku, dobře vyvinuté šupiny a ozubené čelisti. Podobně jako u máloostných, sumců a dalších zástupců nadřádu Ostariophysi je vyvinut Weberův aparát.

## Taxonomie
Trnobřiší (Characiformes) patří spolu s řády máloostní (Cypriniformes), sumci (Siluriformes), nahohřbetí (Gymnotiformes) a maloústí (Gonorynchiformes) do nadřádu Ostaryophisi. Nejbližšími příbuznými trnobřichých jsou máloostní.

## Rozmnožování
Většina trnobřichých jsou jikernaté ryby s vnějším oplozením a bez zvláštní péče o potomstvo.